# Наталија Стевановић
Наталија Стевановић (рођена 25. јула 1994. у Нишу), девојачко Костић, српска је професионална тенисерка.
24. септембра 2012. године, по први пут је била међу 400 најбоље рангираних играчица на ВТА листи, а 26. новембра 2018. године, по први пут се пробила међу 300 најбољих. У каријери, Костићева је освојила 12 ИТФ титула у синглу, као и 11 у дублу. Омиљене подлоге су јој шљака и трава. Најбољи пласман у синглу јој је 162. место на ВТА листи, који је остварила 18. новембра 2019. године, док је у дублу најбољи пласман остварила 19. јула 2019. године када је била 235. на свету.

## Биографија
Наталија Костић је рођена 25. јула 1994. у Нишу, од оца Ђорђа и мајке Соње. Отац Костићеве је био и сам тенисер, а сада је њен тренер. Обе сестре, Емилија и Марија, играју тенис.

## Јуниорска каријера
Костићева је почела да игра у јуниорском конкуренцији 2008. године. Учествовала је на престижном турниру Оранж боула 2009. године, изгубивши од Ајле Томљановић са 6:4, 6:1 у првом колу, и 2010, када је изгубила у полуфиналу меч против Грејс Мин. Костићева је дебитовала на Гренд слем турнирима на Отвореном првенству Француске 2010. године, где је поражена у другом колу.
На Отвореном првенству Аустралије 2011. године, Костићева је изгубила у првом колу. Међутим, дошла је до четвртфинала Отвореног првенства Француске 2011, где је поражена од Монике Пуиг са 6:1, 6:3. Касније је поражена у првом колу Отвореног првенства САД 2011. Као млађи играч, освојила је неколико турнира. У јуну 2011, Костићева је изјавила да жели да се фокусира на веће турнире.

## Професионална каријера
Први турнир у сениорској конкуренцији је одиграла 2009. године у Прокупљу. Први трофеј осваја у истом граду 2011. године, као и турнире у: Пироту, Дубровнику, Анталији и један турнир у дублу у Умагу. Наредне године осваја: дуплу круну у Београду, Нишу, као и још једну титулу у дублу у Анталији, коју је одбранила и наредне године. 2014. године осваја дуплу круну у Зајечару и још две у дублу у: Београду и Хераклиону. Крајем те године објављује да ће привремено паузирати због тешке повреде и на терен се враћа у априлу 2016. године. Тада осваја две титуле у синглу и једну у дублу у Хамамету, а наредне године, на истом месту дуплу круну.

### 2018. Пробој на ВТА листи
2018. године почиње њен озбиљнији пробој на светској листи. Долази до: полуфинала и финала сингла на серији турнира у Хамамету и титуле у дублу, затим остварује значајан резултат на јаком ИТФ турниру у Истанбулу, где преко квалификација, долази до четвртфинала, док је касније на турниру у Астани одбранила четвртфинале од прошле године. Месеца маја игра, до сада, своје највеће дубл финале у каријери, на турниру наградног фонда 60,000 долара у кинеском граду Баотоу, где са Рускињом Ником Кукарчук бива поражена у три сета. У јулу осваја своју највећу титулу у дублу, на турниру наградног фонда 25,000 долара, у мађарском граду Баја. Октобра осваја још једну титулу у дублу истог наградног фонда у Португалији. Новембра у индијском Музафарнагару, на турниру наградног фонда 25,000 долара, Костићева осваја највећу титулу у каријери у синглу, док је у дублу дошла до полуфинала. Занимљиво да јој је то био први турнир у каријери који је одиграла на трави и након обрачуна тог турнира остварује најбољи пласман каријере и у синглу, 294. место, и у дублу, 255. место, а оба поправља за по два места до краја године.